# Pozo el Mirador
Pozo el Mirador är en ort i Mexiko.   Den ligger i kommunen Ixmiquilpan och delstaten Hidalgo, i den sydöstra delen av landet, 120 km norr om huvudstaden Mexico City. Pozo el Mirador ligger 1 757 meter över havet och antalet invånare är 245.
Terrängen runt Pozo el Mirador är kuperad norrut, men söderut är den platt. Runt Pozo el Mirador är det ganska tätbefolkat, med 96 invånare per kvadratkilometer. Närmaste större samhälle är Ixmiquilpan, 6,8 km söder om Pozo el Mirador. Trakten runt Pozo el Mirador består till största delen av jordbruksmark.